# Pterospoda kunzei
Pterospoda kunzei är en fjärilsart som beskrevs av George Duryea Hulst 1898. Pterospoda kunzei ingår i släktet Pterospoda och familjen mätare. Inga underarter finns listade.